# Luke Black
Luka Ivanović (en serbi: Лука Ивановић) (Čačak, 18 de maig de 1992) nom artístic de Luke Black, és un cantant i compositor serbi. Es va convertir en el primer artista serbi que va signar amb Universal Music Group, a través del qual va publicar el seu EP debut, Thorns, el febrer de 2015. Luke Black va representar Sèrbia al Festival de la Cançó d'Eurovisió 2023amb la cançó "Samo mi se spava",ocupant el lloc 24 a la gran final.

## Biografia
Luka Ivanović va néixer el 18 de maig de 1992 a Čačak, República Federal de Iugoslàvia. Va començar a interessar-se per la música als 12 anys quan va començar a escriure les seves pròpies lletres, i un parell d'anys més tard també va començar a crear i produir música. Després de graduar-se a la Grammar School de Čačak, Ivanović es va traslladar a Belgrad per estudiar llengua i literatura angleses a la Facultat de Filologia de la Universitat de Belgrad.

## Discografia

### LP
- Espines (2015)
- Neoslav (2018)
- F23.8 (2023)

### Senzills
| Títol | Curs | Posicions màximes dels gràfics | Posicions màximes dels gràfics | Posicions màximes dels gràfics | Àlbum               |
| Títol | Curs | CRO                            | FIN                            | LTU                            | Àlbum               |
| --- | ---- | ------------------------------ | ------------------------------ | ------------------------------ | ------------------- |
| "Nebula Lullaby" | 2014 | *                              | —                              | —                              | Single sense àlbum  |
| "Generació D" | 2015 | *                              | —                              | —                              | Espines (EP)        |
| "Aferrar-se a l'amor" | 2015 | *                              | —                              | —                              | Espines (EP)        |
| "Jingle Bell Rock / Nebula Lullaby" | 2015 | *                              | —                              | —                              | Sengles sense àlbum |
| "Dimonis" | 2016 | *                              | —                              | —                              | Sengles sense àlbum |
| "Nit de Walpurgis" | 2017 | *                              | —                              | —                              | neoslau (EP)        |
| "Olivera" | 2017 | *                              | —                              | —                              | neoslau (EP)        |
| "Frankensteined" (amb Majed) | 2019 | *                              | —                              | —                              | Single sense àlbum  |
| "Una casa al turó" | 2021 | *                              | —                              | —                              | F23.8 (EP)          |
| "Amsterdam" | 2021 | *                              | —                              | —                              | F23.8 (EP)          |
| "Sense cor" | 2021 | *                              | —                              | —                              | F23.8 (EP)          |
| " Samo mi se spava " | 2023 | 25                             | 50                             | 22                             | Single sense àlbum  |
| "Estic molt content" | 2023 | —                              | —                              | —                              | Single sense àlbum  |
| "—" denota un senzill que no va sortir a les llistes o no es va publicar en aquest territori. "*" indica que no existia cap gràfic en el moment de la publicació |      |                                |                                |                                |                     |

## Vídeos musicals
| Títol                 | Curs | Director                        |
| --------------------- | ---- | ------------------------------- |
| "Generació D"         | 2015 | Vasilije "VASSO" Vujović        |
| "Aferrar-se a l'amor" | 2015 | Filip Mojzeš, Tatjana Krstevski |
| "Nit de Walpurgis"    | 2017 | Sara Vulovic                    |
| "Olivera"             | 2017 | Kosta Djurakovic                |